# Ларба (Блида)
Ларба (араб. الأربعاء‎, фр. Larbaâ) — коммуна на севере Алжира, на территории вилайета Блида, административный центр одноимённого округа.

## Географическое положение
Коммуна находится в восточной части вилайета, на высоте 104 метра над уровнем моря.
Коммуна расположена на расстоянии приблизительно 29 километров к юго-востоку от столицы страны Алжира и в 20 км к востоку от административного центра вилайета Блиды.

## Демография
По состоянию на 2008 год население составляло 83 819 человек.
| Динамика численности населения коммуны по годам: | Динамика численности населения коммуны по годам: | Динамика численности населения коммуны по годам: | Динамика численности населения коммуны по годам: |
| 1901                                             | 1954                                             | 1966                                             | 1977                                             |
| ------------------------------------------------ | ------------------------------------------------ | ------------------------------------------------ | ------------------------------------------------ |
| 8900                                             | ↗19 400                                          | ↘14 400                                          | ↗54 700                                          |
| 1987                                             | 1998                                             | 2008                                             |                                                  |
| ↘35 900                                          | ↗44 300                                          | ↗83 819                                          |                                                  |